# Hans-Joachim Recknitz
Hans-Joachim Recknitz jun.  (auch Jack Recknitz, polnisch Jacek Recknitz, * 25. Mai 1931 in Baden-Baden; † 13. Januar 2013 ebenda) war ein deutscher Theater - und Filmschauspieler, der auch im Ausland, v. a. in Polen tätig war.

## Leben und Karriere
Recknitz war Sohn des Schauspielerehepaares Hans-Joachim sen. (eigentlich Zinke, 1905–1961) und Katharina Recknitz. Seine berufliche Laufbahn begann als Ansager im Leipziger Rundfunk. Gleichzeitig praktizierte er deutschlandweit in Theatern und besuchte auch die Schauspielschule Mannheim. Nach dem Schauspielerdiplom 1953 spielte er in den Theatern von Annaberg, Parchim, Bautzen und Chemnitz.
1965 siedelte er nach Polen über. 1966 bis 1968 war er Ansager in den Auslandssendungen des Polnischen Rundfunks, 1967 bis 1980 Schauspieler des Jüdischen Theaters in Warschau (in jiddischer Sprache).
Insgesamt trat Recknitz in etwa 80 meist polnischen Fernseh- und Kinofilmen auf und spielte die Rollen von Ausländern, vornehmlich Deutsche, Briten und US-Amerikaner.
1984 kehrte er nach Deutschland zurück, ab 2008 lebte er in seiner Geburtsstadt Baden-Baden, besuchte aber oft Polen.

## Filmografie
- 1965: Das Lied vom Trompeter
- 1969: Ich warte in Monte Carlo (Czekam w Monte-Carlo)
- 1970: Nie ma powrotu Johnny (Es gibt keine Rückkehr, Johnny)
- 1970: Różaniec z granatów (Rosenkranz aus Handgranaten)
- 1970: Pułapka (Die Falle)
- 1971: Pygmalion XII
- 1972: Skarb trzech łotrów (Der Schatz dreier Schurken)
- 1972: Na krawędzi (Auf der Kante)
- 1974: S.O.S – szyper duńskiego kutra (S.O.S. – Der Schipper vom dänischen Fischkutter)
- 1976: Zagrożenie (Die Bedrohung)
- 1976: Ostatnie takie trio (Das letzte Trio dieser Art)
- 1977:  Śmierć prezydenta (Der Tod des Präsidenten)
- 1977: Lalka (Die Puppe)
- 1978: Życie na gorąco (Das heiße Leben)
- 1978: Wo immer Sie sind, Herr Präsident (... Gdziekolwiek jesteś Panie Prezydencie)
- 1979: Tajemnica Enigmy (Das Geheimnis der Enigma)
- 1979: Sekret Enigmy (Das Geheimnis der Enigma)
- 1979: Prom do Szwecji (Die Fähre nach Schweden)
- 1979: Komedianci (Die Komödianten)
- 1979: Gwiazdy na dachu (Die Sterne auf dem Dach)
- 1979: Der Dibuk (Dybuk)
- 1979: Doktor Murek (Doktor Murek)
- 1979: Aria dla atlety (Eine Arie für den Athleten)
- 1980: Die Schmuggler von Rajgrod
- 1980: Wizja lokalna 1901 (Lokaltermin 1901)
- 1980: Sherlock Holmes und Dr. Watson (Sherlock Holmes i Doktor Watson)
- 1980: Dom (Das Haus)
- 1980: Czułe miejsca (Empfindliche Stellen)
- 1981: Wielka majówka (Der große Maiausflug)
- 1981: Alles auf eine Karte (Vabank)
- 1981: Najdłuższa wojna nowoczesnej Europy (Der längste Krieg des modernen Europa)
- 1982: Hotel Polan und seine Gäste (Hotel Polanów i jego goście)
- 1983: Katastrofa w Gibraltarze (Katastrophe in Gibraltar)
- 1994: Die Wache
- 1995: Westerdeich
- 1996: Ekstradycja 2 (Auslieferung 2)
- 1997: Sara (Sarah)
- 1997: Die Story von Monty Spinnerratz
- 1998: White Raven – Diamant des Todes (Biały Kruk)
- 1998: Matki, żony i kochanki (Mütter, Ehefrauen und Mätressen)
- 1998: 13 posterunek (Der 13. Posten)
- 1999: Schwarz greift ein
- 1999: Der Voyeur
- 1999: SK-Babies
- 2000: Geisterjäger John Sinclair
- 2000: Der tote Taucher im Wald
- 2001: Das Sams (Sams)
- 2001: Die Verbrechen des Professor Capellari
- 2001: SK Kölsch
- 2002: Küstenwache
- 2003: Warszawa
- 2003: Rodzinka (Die Verwandtschaft)
- 2004: Rh+
- 2006: Unser Charly
- 2008: Na dobre i na złe (Auf gut und böse)
- 2010: 1 000 000 $ (Milion dolarów)
- 2013: Hiszpanka (Spanische Grippe)

## Quelle
- Nachruf in Gazeta Wyborcza Stołeczna vom 7. Februar 2013, S. 9